# Katniss Everdeen
Katniss Everdeen là một nhân vật hư cấu và là nhân vật chính trong bộ ba The Hunger Games của Suzanne Collins. Tên của cô xuất phát từ một loại cây có củ ăn được gọi là Sagittaria (katniss), từ Sagittarius the Archer, tên của anh ta có nghĩa là Người bắn tên bằng tiếng Latin. Cô được Jennifer Lawrence thể hiện trong bộ phim chuyển thể The Hunger Games, The Hunger Games: Catching Fire, The Hunger Games: Mockingjay - Phần 1, và The Hunger Games: Mockingjay - Phần 2.
Katniss và gia đình cô đến từ Quận 12, một quận khai thác than, là huyện nghèo nhất và ít dân cư nhất trong quốc gia chuyên chế giả tưởng của Panem. Trong cuốn sách đầu tiên, The Hunger Games, Katniss tình nguyện thay thế em gái của cô, Primrose "Prim" Everdeen, sau khi cô được chọn để thi đấu trong Hunger Games, một cuộc chiến trên truyền hình cho đến chết. Katniss, sau khi liên minh với Rue, một người trẻ tuổi từ Quận 11, người đã khơi gợi Katniss nhớ đến người em gái Prim của cô (về sau Rue đã chết trên đấu trường), kết hợp với người đồng hương Peeta Mellark. Cặp đôi thi đấu trong Cuộc chiến sinh tử cùng với nhau. Katniss sử dụng kiến thức săn bắn và bắn cung của mình để sống sót, và hai người trở thành kẻ chiến thắng sau khi bất chấp nỗ lực của Capitol ép buộc người này giết người kia.
Xuyên suốt hai cuốn tiểu thuyết tiếp theo là Catching Fire và Mockingjay, Katniss trở thành một biểu tượng nổi bật của cuộc nổi loạn chống lại Capitol áp bức.